# Knut Carlquist
Knut Mauritz Carlquist, född 4 december 1911 i Katarina församling i Stockholm, död 22 juni 1987 i Norrköpings Borgs församling i Östergötlands län, var en svensk källarmästare.
Knut Carlquist var son till köpmannen Knut Carlquist och Gunhild Andersson. Efter realskoleexamen bedrev han handelsstudier och gjorde utlandspraktik i Holland, Finland och Tyskland. Han verkade sedan i Stockholm varefter han blev restaurangchef vid Lorensberg i Göteborg 1945, källarmästare vid Stadshotellet Växjö 1950 och vid Henriksbergs restaurang i Göteborg 1952. 1954 köpte han Stora hotellet i Norrköping som han därefter drev under många år.
Han var en av skaparna av Lärlingsrådet för hotell och restaurant, där han var censor. Han deltog i finska vinterkriget 1939–1940 för vilket han fick tapperhetsmedalj och frontmedalj.
Knut Carlquist var gift fem gånger: Första gången 1940–1942 med Greta Eklund (1914–2012), andra gången 1942–1944 med Birgit Sjöström (1922–2011), senare Jungnelius, tredje gången 1944–1957 med Eva Johansson (1922–2011), senare Person-Hedden, fjärde gången 1958–1960 med skådespelaren Gerd Hagman (1919–2011) och femte gången 1970–1973 med Marianne Johansson (född 1941), senare Warrender Carlquist.
I tredje äktenskapet hade han sönerna Knut Carlqvist (1946–2010) och Björn Carlquist (född 1949).